# Pavel Býček
Pavel Býček (* 22. listopadu 1989 Rožnov pod Radhoštěm) je český šéfkuchař, gastronom a restauratér. Je spolumajitelem a šéfkuchařem restaurace The Eatery, která v roce 2021 získala ocenění Michelin Bib Gourmand.

## Život
Narodil v Rožnově pod Radhoštěm, kde se také vyučil a maturoval. Hned po škole odjel do Velké Británie, kde pracoval u šéfkuchařů, jako je například Pierre Koffmann. Dva roky pak vařil v londýnské restauraci Galvin At Windows. Jako zástupce šéfkuchaře pracoval také pod vedením Romana Pauluse v restauraci hotelu Alcron, která byla jednou z mála českých restuaurací, která opakovaně získala michelinskou hvězdu. V roce 2018 si společně s Davidem Pátkem otevřel restauraci The Eatery. Je považovaný za jednoho z nejtalentovanějších mladých kuchařů v České republice. Jeho nejznámějším receptem je verze tradiční koprovky.